# 藤新
藤新（英語：Jiven Teng，7月2日—），原名崔健文，中国大连配音演员、配音导演，从四川音乐学院毕业，于2008年进入配音圈，原北斗企鹅工作室的成员之一，同时也是探索频道的配音员。曾为《疯狂动物城》《头脑特工队》等动画大电影配音，也在《从前有座灵剑山》《十万个冷笑话》《一人之下》《龙珠超 布罗利》等动画中担任配音导演。2020年9月，入选第四届“中国青年好网民”优秀故事。2022年，藤新退出北斗企鹅，成立了自己的藤韵文化配音团队。

## 导演作品
- 《墓王之王:麒麟决》
- 《血型君》
- 《轩辕剑外传-穹之扉》
- 《火影忍者剧场版：慕留人》
- 《哆啦A梦：新大雄的日本诞生》
- 《哆啦A梦：大雄的南极冰冰凉大冒险》
- 《黑子的篮球：终极一战》
- 《我想吃掉你的胰脏》
- 《名侦探柯南：纯黑的恶梦》
- 《名侦探柯南》（配音监制）
- 《魔神Z》
- 《乐高大电影2》
- 《龙珠超：布罗利》
- 《白牙》
- 《命运之夜——天之杯Ⅱ：迷失之蝶》
- 《航海王：狂热行动》
- 《若能与你共乘海浪之上》
- 《紫罗兰永恒花园 外传 —永远与自动手记人偶—》
- 《妖精种植手册》

- 《十万个冷笑话》
- 《从前有座灵剑山》
- 《一人之下》
- 《一人之下2》

- 《一人之下3入世篇》
- 《风雨廊桥》
- 《最强蜗牛x不速之客》
- 《梦塔·雪谜城》
- 《雾山五行》
- 《秦侠》
- 《海兽之子》
- 《城市猎人》（漫改影视剧）
- 《水豚汤馆》
- 《我是大神仙》

## 配音作品

### 动画

#### 2008年
- 诸葛瑾、许褚、徐晃————《最强武将传 三国演义》
- 莫莫爸爸————《莫莫》

#### 2011年
- 木落仙人、青丘————《罗小黑战记》
- RK、梅森————《摩尔庄园》
- 秦子婴、影子———《秦汉英雄传》

#### 2012年
- RK、梅森————《摩尔庄园 第二季》
- 令狐冲————《十万个冷笑话》

#### 2013年
- RK、梅森————《摩尔庄园 第三季》
- 小混混、经纪人、令狐冲、菊花哥哥、拉天王、黄飞鸿、混世魔王、旁白、年轻的酒鬼、路人甲(唐太宗)、郭盖郭大侠、电视买家————《十万个冷笑话2》
- 恶魔———《小胖妞》

#### 2014年
- 棒子、白象————《那年那兔那些事儿》
- 玄威、盗贼老二卷毛————《魔晶猎人》

#### 2015年
- 夏驰、路人乙、系统、旁白、11号男————《端脑》
- A型君————《血型君 第三季》
- 陈皮特、周黑、骷髅兵甲、快递员————《英雄别闹》
- 飞鹰驾驶员、神秘人、新闻播报、安德烈·金————《雏蜂》
- 霍元甲、郭盖、财主、队员乙、郭小宝、郭夫人、小白(郭盖的狗)————《十万个冷笑话 第三季》
- 棒子、白象————《那年那兔那些事儿 番外篇》
- 高宇————《灵域》
- 高泰明————《叶罗丽精灵梦 第三季》

#### 2016年
- 寅哲————《灵契》
- 楼满风————《墓王之王:麒麟决》
- 徐三————《一人之下》
- 燕青、医生、夏驰(客串)、李轩辕————《镇魂街》
- 爸爸————《和女儿的日常》
- 周————《从前有座灵剑山》
- A型君————《血型君 第四季》
- 二王子猛猛哒————《凸变英雄》
- 白象、高卢鸡————《那年那兔那些事儿 第三季》

#### 2017年
- 包子入侵（包荣兴）————《全职高手》
- 楼满风————《墓王之王:寒铁斗》
- 玄威————《魔晶猎人 第四季》
- 孟进————《理想禁区》
- 白象————《那年那兔那些事儿 第四季》
- 宙斯————《十万个冷笑话 剧场版》
- 徐三、张之维(年轻）————《一人之下2》
- 华炼————《神契幻奇谭》
- 梁联————《剑王朝》
- 警察————《我是江小白》
- 管家————《从前有座灵剑山 第二季》
- 吴风————《酷跑英雄》

#### 2018年
- 服部半藏、杀手、猛猛哒————《凸变英雄LEAF》
- 波叔、拉毕达————《超智能足球2 世界大赛篇》
- 英语老师————《快把我哥带走2》
- 李复、王秀才、其他角色————《剑网三·侠肝义胆沈剑心》
- 熊怀冬（房东）————《实验品家庭》
- 大天狗————《阴阳师·平安物语》
- 布拉德·加芬克尔————《暮光幻影》
- 陆晓————《我是江小白 第二季》
- 八戒、千面————《狠西游 第二季》
- 小苏———《一人之下2番外篇 天师下山》
- 安室透————《名侦探柯南》（日本）
- 云杰————《重神机潘多拉》（日本）
- 若林源三————《足球小将(第4作)》（日本）
- 洛基————《斩兽之刃》
- 张立————《梦塔·雪谜城》
- 寅哲————《灵契 第二季》
- 司安————《雪鹰领主》
- 维斯————《龙珠超 布罗利》

#### 2019年
- 天邪鬼绿————《没出息的阴阳师一家》
- 卡尔·马克思————《领风者》
- 地魁星、脂肪兽————《汉化日记》
- 荒————《阴阳师·平安物语 第二季》
- 菲尼莫————《今天开始做明星》
- 英语老师————《快把我哥带走3》

#### 2020年
- 李复————《剑网三·侠肝义胆沈剑心 第二季》
- 李轩辕————《镇魂街 第二季》
- 艾勒、恶魔A、地狱老师————《万圣街》
- 文静————《嗜谎之神》
- 叶逢君————《百妖谱》
- 丘神纪、来俊辰————《大理寺日志》
- 徐三、马仙洪、金猛————《一人之下3入世篇》
- 强盗————《风雨廊桥》
- 轩辕神君————《雾山五行》
- 荒川之主————《没出息的阴阳师一家2》
- 英语老师————《快把我哥带走4》
- 包子（包荣兴）————《全职高手2》
- 孙元成————《芯觉》
- 墨太乙————《秦侠》
- 地魁星————《汉化日记 第二季》
- 李诚————《拾忆长安·明月几时有》
- 灵云————《我是大神仙》
- 容云————《邪王追妻 第二季》
- 司安————《雪鹰领主 第二季》

#### 2021年
- 鸭子————《水豚汤馆》
- 唐临————《绝顶》

#### 2022年
- 安室透————《名偵探柯南 零的日常》（日本）

### 动画电影

#### 2015年
- 白羽生————《王子与108煞》

#### 2016
- 漩涡鸣人————《火影忍者剧场版：慕留人》（日本）
- 安室透————《名侦探柯南：纯黑的噩梦》（日本）
- 闪电————《疯狂动物城》（美国）
- 山治————《航海王：黄金城》（日本）

#### 2017年
- 博士————《哆啦A梦：大雄的南极冰冰凉大冒险》（日本）
- 沃斯金————《星游记之风暴法米拉》

#### 2018年
- 黄濑凉太————《黑子的篮球：终极一战（日本）
- 安室透————《名侦探柯南：零的执行人》

#### 2019年
- 志贺春树————《我想吃掉你的胰脏》（日本）
- 维斯————《龙珠超：布罗利》（日本）
- 巴弟————《爱宠大机密2》
- 吉尔伽美什————《命运之夜——天之杯Ⅱ：迷失之蝶》（日本）
- 可达鸭————《大侦探皮卡丘》（美国）
- 山治、基拉————《航海王：狂热行动》（日本）
- 賓什莫克·山治————ONE PIECE STAMPEDE（日本）
- 姆查————《魔神Z》（日本）
- 其他角色————《若能与你共乘海浪之上》（日本）

#### 2020年
- 其他角色————《紫罗兰永恒花园 外传 —永远与自动手记人偶—》（日本）
- 十二金尊（甲）、杨戬————《姜子牙》
- 安格拉————《海兽之子》（日本）
- 可达鸭、其他角色————《宝可梦：超梦的逆袭 进化》（日本）
- 杰瑞C————《心灵奇旅》（美国）

#### 2022年
安室透————《名偵探柯南：萬聖節的新娘》（日本）

### 有声漫画

#### 2017年
- 唐孜然————《斗罗大陆3龙王传说绝密档案》

#### 2018年
- 谛听————《有兽焉》

- 林潋（大皇子）、轩辕皓皓手下————《帝王侧》

#### 2019年
- 瑞昭（皇上）————《我在皇宫当巨巨》
- 三皇子————《太子得了失心疯》
- 唐孜然、修理工————《斗罗大陆3龙王传说》

#### 2020年
- 瑞昭（皇上）————《我在皇宫当巨巨 第二季》
- 毛润之————《镜诰卿年》

### 特摄剧

#### 2019年
- 坂本科比————《假面骑士Zero-One》

#### 2020年
- 钢铁九号————《泽塔奥特曼》
- 富加宫贤人————《假面骑士圣刃》

### 游戏

#### 2015年
- 南信————《仙剑奇侠传六》
- 凤煜————《轩辕剑外传：穹之扉》

#### 2018年
- 周瑜、张郃————《真·三国无双8》
- 阴阳师、沙克————《忍者必须死3》
- 太白————《非人学园》

#### 2019年
- 糖醋沅白、牡丹燕菜————《食物语》
- 昌————《盖伊传说》

#### 2020年
- RK————《摩尔庄园手游》
- 钟馗————《神都夜行录》

#### 时期未定
- 《妄想嘉年华》任苒
- 《古剑奇谭二》萧鸿渐
- 《龙之谷》精灵长老

- 《幻想神域》凯撒
- 《圣斗士星矢OL》沙加

- 《反恐行动》
- 《血族》
- 《奇幻编年史》
- 《激战2》
- 《TERA》
- 《梦塔防》太史慈

### 广播剧

#### 2020年
- 庞统————《三分星野》
- 叶逢君————《百妖谱》
- 二哥————《捡到一只小狐狸》
- 徐三————《一人之下》

#### 年代不详
- 《魔道祖师》温宁
- 《全职高手》包子入侵
- 《帝王攻略》温柳年
- 《魏岁纪年录》 牛金
- 《怒放》王爱国
- 《闺蜜》林杰

### 漫改影视剧

#### 2020年
- 潘乔————《城市猎人》（法国）

### 电影
- 《火线追凶》系列
- 《金钱帝国》
- 《天水围的夜与雾》
- 《我爱香港 开心万岁》87生果南(邓健泓饰) 查理(敖嘉年饰)
- 《无敌福禄寿》
- 《龙门飞甲》
- 《父子神探之燕子窠迷案》系列 小吴
- 《大武当》拳师
- 《十二生肖》
- 《凶间雪山》老威(孙祖杨饰)
- 《花木兰》陈洪辉

- 《极品飞车》乔(拉蒙·罗德里格兹饰)
- 《钢铁侠3》治安官
- 《苏格兰飞人》格拉尔米(约翰·李·米勒饰)
- 《摩纳哥王妃》德纳尔、考奈特
- 《街头霸王之终极格斗》隆
- 《初恋这件小事》
- 《大厨》
- 《兔子洞》
- 《哈德森神鹰》
- 《撒哈拉沙漠阻击战》
- 《生死黑金》
- 《川之光》
- 《士兵非多特的故事》
- 《伊利亚和强盗》

### 电视剧
- 《大秦赋》龙阳君
- 《全职高手》包子
- 《孔雀翎》
- 《唐朝浪漫英雄》男飞鹰（马天宇饰） 影子 诸毛
- 《一生何求》
- 《花环夫人》维萨
- 《辣妈俏爸》黄雀（陈奕饰）
- 《妈妈圈的流言蜚语》

### 微电影
- 《映像爱情》ALEX（高梓淇饰）

### 探索频道纪录片
- 《行行出状元》系列
- 《流言终结者》系列
- 《求生一加一》系列
- 《兽医无国界》系列
- 《有请伊恩莱特》系列
- 《长臂猿调查报告》系列
- 《大脚怪调查报告》系列
- 《玩转地球之环球节庆》系列
- 《空中决斗》系列

### 形象代言
- 为2012欧洲杯吉祥物配音
- CCTV5《豪门盛宴》节目中吉祥物斯拉维克

### 剑网3官方视频
- 《秀典·焚心蛊》孙飞亮
- 《雕刻版·大唐秘史》梅清河、李倓
- 《血战天策》曹炎烈、阿史那从礼
- 《逐鹿中原》令狐伤、无名

## 音乐作品
- 《王道长可能会摔手机》（《一人之下》马仙洪角色歌）
- 《痰粥脚鱼》
- 《不想干活想泡在水里化开》（《水豚汤馆》片头曲）